# Bassam Al-Rawi
Bassam Al-Rawi (Bagdad, Gobernación de Bagdad, Irak, 16 de diciembre de 1997) es un futbolista iraquí nacionalizado catarí que se demarca como defensa central o lateral derecho en Al-Duhail de la Liga de fútbol de Catar.

## Trayectoria
Es hijo de Hisham Ali Al-Rawi, un exfutbolista iraquí que jugó por su selección y estuvo activo en los años 1990.
Empezó a jugar fútbol en Catar, pasando por algunas escuelas de fútbol del país hasta llegar a la Aspire Academy. Integró las divisiones menores de Al-Rayyan, club mediante el cual logró cesiones en el equipo juvenil A del Celta de Vigo "B" de España y en el Eupen "B" de Bélgica, ambas entre 2016 y 2017, como parte del "Proyecto Europa" de la Aspire. 
Gracias a esta academia termina regresando a Catar para integrarse en 2017 a las filas de Al-Duhail, club en el cual debuta profesionalmente el 15 de septiembre de 2017 dando una asistencia en la victoria por 3-2 sobre Qatar Sports Club, por la primera fecha del campeonato catarí 2017/18. En la novena jornada disputada el 24 de noviembre, anotó su primer gol en la victoria por 4-2 sobre Al-Sadd y a lo largo de la temporada contribuyó a que Al-Duhail se proclame como campeón de la liga de Catar. Sus buenas actuaciones a nivel local permitieron que Al-Rawi en mayo de 2018 fuera nominado a mejor jugador sub-23 de la temporada en Catar, según el comité de premios de la Asociación de Fútbol de Catar.

## Selección nacional
Al-Rawi forma parte de la selección de fútbol de Catar con la cual lleva anotados dos goles en 24 encuentros. En diciembre de 2018 fue incluido en la lista de 23 jugadores para afrontar la Copa Asiática 2019 disputada en Emiratos Árabes Unidos, torneo en el cual Al-Rawi jugó casi todos los encuentros formando parte de la histórica consecución del título, el cual fue el primero en toda la historia de la selección catarí. Al-Rawi incluso anotó un gol en la fase de grupos ante Líbano y el gol del triunfo para Catar en los octavos de final frente a su país de origen, Irak.
Esto causó bastante revuelo en el continente asiático puesto que varios fanáticos iraquíes criticaron que Al-Rawi celebre el gol ante su país natal. El 30 de enero de 2019, poco después de la victoria en semifinales de Catar sobre Emiratos Árabes Unidos, la Confederación Asiática de Fútbol recibió una protesta por parte de Emiratos Árabes Unidos por la supuesta inclusión irregular de dos jugadores, Almoez Ali y del propio Bassam Al-Rawi. Afirmaban que ambos jugadores (Ali también es nacionalizado) no cumplían los requisitos de residencia para el torneo. Además, la asociación emiratí negaba que la madre de Al-Rawi era catarí, como afirma el jugador, y aseguraba que había aportado documentos que lo demostraba. Antes de la final de la copa, La AFC desestimó la reclamación de los Emiratos Árabes Unidos.
En junio de 2019 disputó la Copa América 2019 con su selección que participaba como invitada, sin embargo no pasaron de la fase de grupos, jugando Al-Rawi como titular los tres encuentros.
Además de la categoría mayor, Al-Rawi también integró las selecciones sub-19, sub-20 y sub-23. A sus 18 años ya formaba parte de los sub-23 y con el equipo sub-20 participó en la Copa Mundial de Fútbol Sub-20 de 2015, donde jugó un partido.

### Participaciones en Copas Asiáticas
| Copa                             | Sede                   | Resultado    | Partidos | Goles |
| -------------------------------- | ---------------------- | ------------ | -------- | ----- |
| Campeonato sub-19 de la AFC 2016 | Baréin                 | Primera fase | 3        | 0     |
| Campeonato Sub-23 de la AFC 2016 | Catar                  | Cuarto lugar | 1        | 0     |
| Copa de Naciones del Golfo 2017  | Kuwait                 | Primera fase | 1        | 0     |
| Campeonato Sub-23 de la AFC 2018 | China                  | Tercer lugar | 6        | 0     |
| Copa Asiática 2019               | Emiratos Árabes Unidos | Campeón      | 6        | 2     |
| Copa de Naciones del Golfo 2019  | Catar                  | Semifinales  | 1        | 0     |

### Participaciones en Copas América
| Copa              | Sede   | Resultado    | Partidos | Goles |
| ----------------- | ------ | ------------ | -------- | ----- |
| Copa América 2019 | Brasil | Primera fase | 3        | 0     |

### Participaciones en Copas del Mundo
| Mundial                  | Sede          | Resultado      | Partidos | Goles |
| ------------------------ | ------------- | -------------- | -------- | ----- |
| Copa Mundial Sub-20 2015 | Nueva Zelanda | Fase de grupos | 1        | 0     |
| Copa Mundial 2022        | Catar         | Fase de grupos | 1        | 0     |

## Clubes y estadísticas
Actualizado el 4 de octubre de 2019.
| Al-Duhail Catar | 2017/18          | 1ª               | 16 | 1 | 6 | 0 | 9  | 0 | 31 | 1 |
| Al-Duhail Catar | 2018/19          | 1ª               | 18 | 2 | 2 | 0 | 7  | 0 | 27 | 2 |
| Al-Duhail Catar | 2019/20          | 1ª               | 6  | 0 | 1 | 0 | 0  | 0 | 7  | 0 |
| Al-Duhail Catar | Total club       | Total club       | 40 | 3 | 9 | 0 | 16 | 0 | 65 | 3 |
| Total en carrera | Total en carrera | Total en carrera | 40 | 3 | 9 | 0 | 16 | 0 | 65 | 3 |
| (1)Incluye datos de la Copa del Jeque Jassem (2017 y 2019), la Copa del Emir de Catar (2018 y 2019) y la Copa Príncipe de la Corona de Catar (2018). (2)Incluye datos de la Liga de Campeones de la AFC (2018 y 2019). |                  |                  |    |   |   |   |    |   |    |   |

## Palmarés

### Campeonatos nacionales
- 1 Liga de fútbol de Catar: 2017/18
- 2 Copas del Emir de Catar: 2018 y 2019
- 1 Copa Príncipe de la Corona de Catar: 2018
- 1 Subcampeonato Copa de las Estrellas de Catar: 2019
- 1 Subcampeonato Liga de fútbol de Catar: 2018/19

### Copas internacionales
- 1 Copa Asiática: 2019

### Distinciones individuales
- Nominado a mejor jugador sub-23 de la temporada en Catar: 2017/18
- Incluido en el equipo del año de la Liga de fútbol de Catar: 2018/19